# Ченгер
Ченгер (венг. Csenger) — город в медье Сабольч-Сатмар-Берег, Венгрия.
Город занимает площадь 36,16 км². Численность населения — 4785 жителей (на 2010 год). По данным 2001 года, среди жителей города 96 % — венгры, 4 % — цыгане.

## Расположение
Город расположен у венгерско-румынской границы в 73 км к востоку от города Ньиредьхаза. В городе Ченгер есть железнодорожная станция. Рядом протекает река Сомеш.
В городе есть новая греко-католическая и старая протестантская церковь.

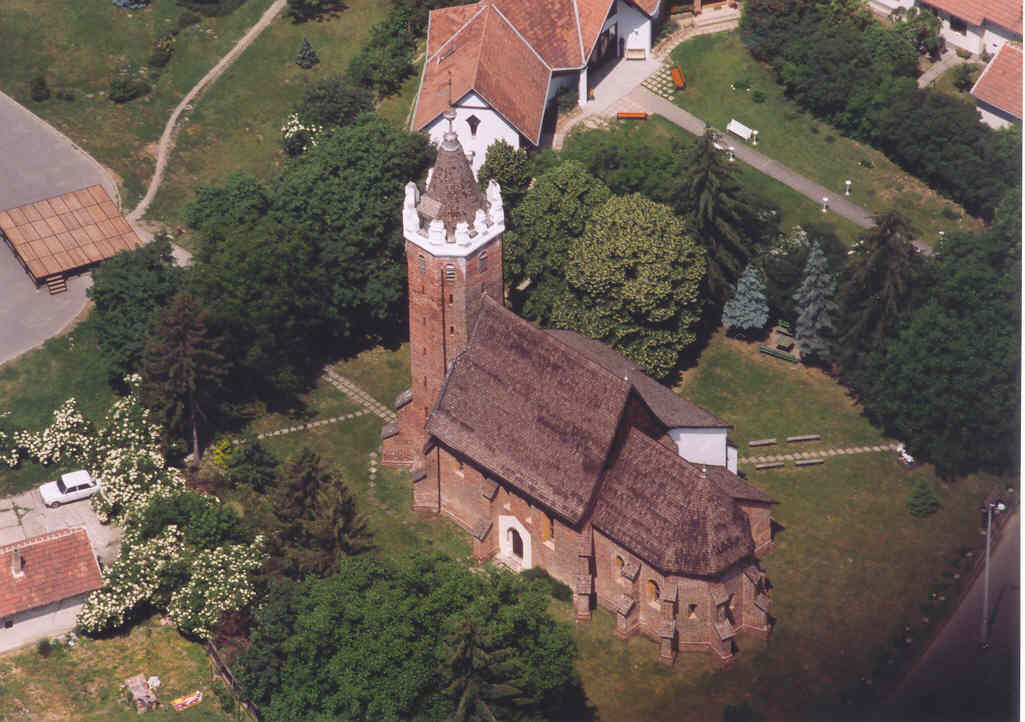
Церковь в Ченгере

## Население
| Год  | Численность | Численность |
| ---- | ----------- | ----------- |
| 2013 | 4924        | [ 4 ]       |
| 2014 | 4898        | [ 5 ]       |
| 2018 | 4961        | [ 6 ]       |
| 2021 | 4765        | [ 7 ]       |
| 2022 | 4422        | [ 8 ]       |
| 2023 | 4395        | [ 9 ]       |
| 2024 | 4394        | [ 1 ]       |

## Города-побратимы
- Ковасна, Румыния